# Papa Alioune Diouf
Papa Alioune Diouf (Dakar, 22 giugno 1989) è un calciatore senegalese, attaccante dell'IFK Berga.

## Carriera

### Club
Inizia la sua carriera in Senegal al Touré Kunda, poi nel 2009 si trasferisce in una delle squadre della capitale, il Dakar Université Club.
Il 20 febbraio 2011 i bulgari del Liteks Loveč comunicano di aver prelevato Diouf in prestito fino al termine della stagione. Debutta il 27 febbraio, subentrando a Dejan Djermanović al 52' minuto nella vittoria per 3-0 sul Minjor Pernik, segnando anche una rete 38 minuti più tardi. Il Liteks chiuderà il campionato al primo posto, vincendo così il titolo nazionale.
Il 20 settembre 2011 il club svedese del Kalmar ha annunciato di aver raggiunto un accordo semestrale (valido a partire dal successivo 1º gennaio) per il prestito di due giocatori africani: Archford Gutu dallo Zimbabwe e appunto lo stesso Papa Diouf. Il 14 marzo 2012, a poche settimane dall'inizio del campionato svedese, la squadra scandinava annuncia di aver acquistato entrambi a titolo definitivo. Nel 2016, stagione in cui il tecnico Peter Swärdh iniziò a spostarlo al centro dell'attacco come ai tempi del Senegal anziché da esterno nel 4-4-2, ha dovuto saltare buona parte di stagione a causa di un infortunio al legamento collaterale laterale che lo ha tenuto fuori causa per circa nove mesi.
Dopo oltre sette anni e mezzo di permanenza al Kalmar durante i quali ha collezionato 164 presenze e 23 reti nel campionato di Allsvenskan, nel settembre 2019 Diouf è stato ceduto all'İstanbulspor, formazione militante nella seconda serie turca.
Il 31 gennaio 2023 firma con il Brindisi, formazione militante in Serie D. Il 15 marzo 2023, sigla la sua prima rete con la maglia biancoazzurra, nel derby contro il Barletta, portando momentaneamente la squadra adriatica sullo 0-3, partita poi terminata 1-4 a favore dei biancazzurri. Questo rimane l'unico gol siglato in biancoazzurro, concludendo la stagione con la promozione in Serie C.
Il 10 luglio 2023, firma per gli svedesi dell'Oskarshamns AIK militanti nella terza serie nazionale. Con 7 reti in 15 presenze contribuisce al raggiungimento della salvezza. Nel gennaio seguente rimane nuovamente in Svezia scendendo però in Division 2, il quarto livello del calcio svedese, con il passaggio all'IFK Berga.

### Nazionale
Tra il 2010 ed il 2012 ha giocato 2 partite con la nazionale senegalese.

## Palmarès

### Club

#### Competizioni nazionali
- Campionato bulgaro: 1

Liteks Loveč: 2010-2011
Serie D: 1 
Brindisi: 2022-2023 (Girone H)